# Hvammstangi
Hvammstangi – miejscowość w północno-zachodniej części Islandii, na półwyspie Vatnsnes, na wschodnim brzegu fiordu Miðfjörður. Na początku 2018 roku zamieszkiwało ją 578 osób. Siedziba gminy Húnaþing vestra.
Hvammstangi pozwolenie na handel otrzymało w 1895 r. Od tamtej pory miasteczko powoli pustoszeje, a mieszkańcy, którzy pozostali utrzymują się z połowu krewetek i mięczaków. 